# Thiant
Thiant est une commune française située dans le département du Nord, en région Hauts-de-France.

## Géographie

### Communes limitrophes
Les communes limitrophes sont  Douchy-les-Mines, Haspres, Haulchin, Maing, Monchaux-sur-Écaillon et Prouvy.

### Hydrographie

#### Réseau hydrographique
La commune est située dans le bassin Artois-Picardie. Elle est drainée par l'Écaillon, l'Escaut canalisée et le Riot Monneral,,.
L'Écaillon, d'une longueur de 33 km, prend sa source dans la commune de Locquignol et se jette  dans l'Escaut canalisée à Prouvy, après avoir traversé 13 communes. Les caractéristiques hydrologiques de l'Ecaillon sont données par la station hydrologique située sur la commune. Le débit moyen mensuel est de 1,2 m3/s. Le débit moyen journalier maximum est de 15,5 m3/s, atteint lors de la crue du 13 février 2002. Le débit instantané maximal est quant à lui de 20,9 m3/s, atteint le même jour.
L'Escaut est un fleuve européen de 355 km de long, qui traverse trois pays (France, Belgique et Pays-Bas), avant de se jeter en mer du Nord. La partie canalisée en France relie Cambrai à , après avoir traversé 34 communes.

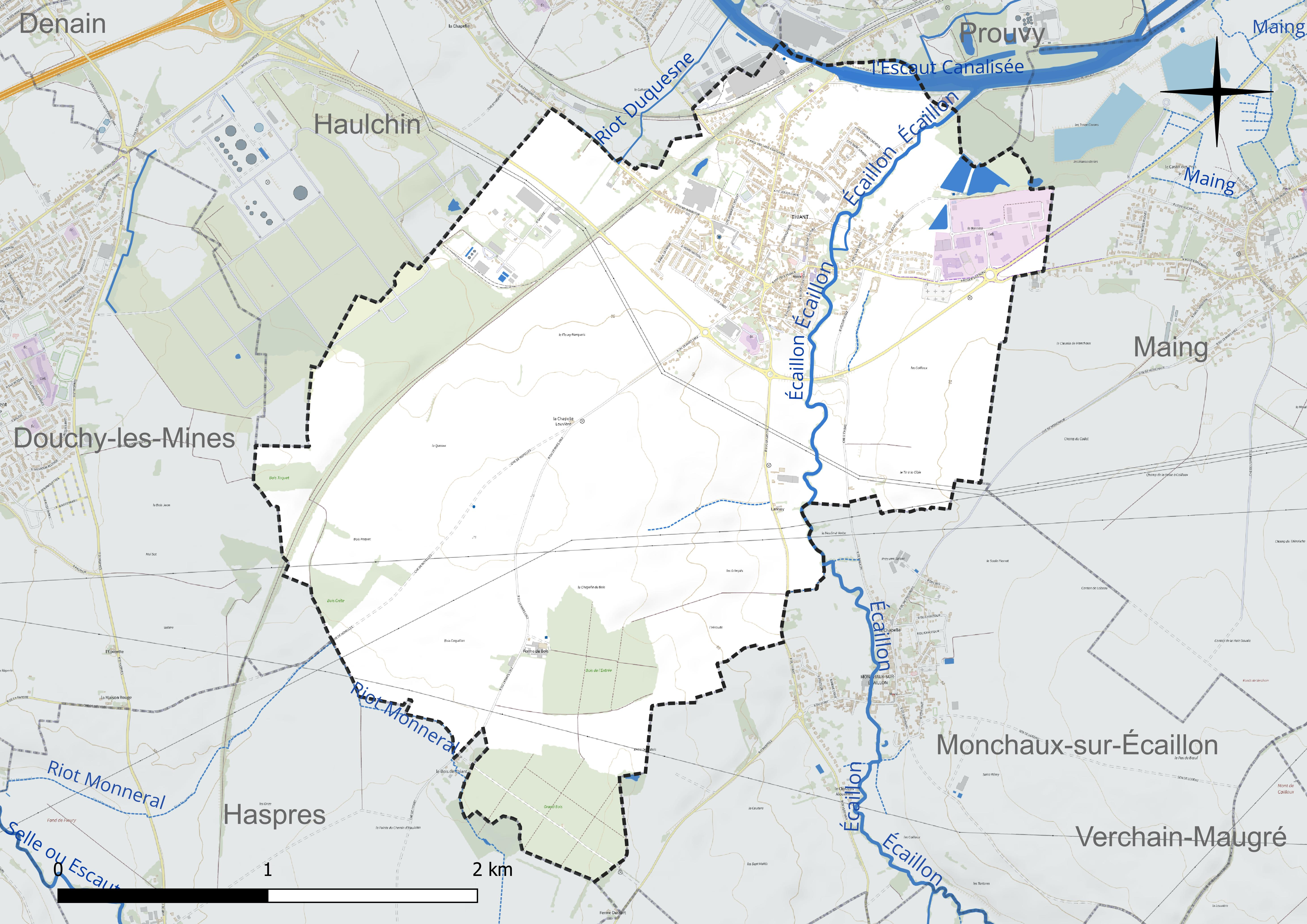
Réseau hydrographique de Thiant.

#### Gestion et qualité des eaux
Le territoire communal est couvert par le schéma d'aménagement et de gestion des eaux (SAGE) « Escaut ». Ce document de planification concerne un territoire de 2 005 km2 de superficie, délimité par le bassin versant de l'Escaut. Le périmètre a été arrêté le 9 juin 2006 et le SAGE proprement dit a été approuvé le 13 juillet 2021. La structure porteuse de l'élaboration et de la mise en œuvre est le syndicat mixte Escaut et Affluents (SyMEA).
La qualité des cours d'eau peut être consultée sur un site dédié géré par les agences de l'eau et l'Agence française pour la biodiversité.

### Climat
Pour des articles plus généraux, voir Climat des Hauts-de-France et Climat du Nord.
En 2010, le climat de la commune est de type climat océanique dégradé des plaines du Centre et du Nord, selon une étude du CNRS s'appuyant sur une série de données couvrant la période 1971-2000. En 2020, Météo-France publie une typologie des climats de la France métropolitaine dans laquelle la commune est dans une zone de transition entre le climat océanique et le climat océanique altéré et est dans la région climatique Nord-est du bassin Parisien, caractérisée par un ensoleillement médiocre, une pluviométrie moyenne régulièrement répartie au cours de l'année et un hiver froid (3 °C).
Pour la période 1971-2000, la température annuelle moyenne est de 10,6 °C, avec une amplitude thermique annuelle de 15 °C. Le cumul annuel moyen de précipitations est de 725 mm, avec 12,8 jours de précipitations en janvier et 9,3 jours en juillet. Pour la période 1991-2020, la température moyenne annuelle observée sur la station météorologique la plus proche, située sur la commune de Valenciennes à 8 km à vol d'oiseau, est de 11,0 °C et le cumul annuel moyen de précipitations est de 694,1 mm,. Pour l'avenir, les paramètres climatiques de la commune estimés pour 2050 selon différents scénarios d'émission de gaz à effet de serre sont consultables sur un site dédié publié par Météo-France en novembre 2022.

## Urbanisme

### Typologie
Au 1er janvier 2024, Thiant est catégorisée ceinture urbaine, selon la nouvelle grille communale de densité à sept niveaux définie par l'Insee en 2022.
Elle appartient à l'unité urbaine de Valenciennes (partie française), une agglomération internationale regroupant 56  communes, dont elle est une commune de la banlieue,,. Par ailleurs la commune fait partie de l'aire d'attraction de Valenciennes (partie française), dont elle est une commune de la couronne,. Cette aire, qui regroupe 102 communes, est catégorisée dans les aires de 200 000 à moins de 700 000 habitants,.

### Occupation des sols
L'occupation des sols de la commune, telle qu'elle ressort de la base de données européenne d'occupation biophysique des sols Corine Land Cover (CLC), est marquée par l'importance des territoires agricoles (68,3 % en 2018), en diminution par rapport à 1990 (71,9 %). La répartition détaillée en 2018 est la suivante : terres arables (64,7 %), zones urbanisées (14,3 %), forêts (8,9 %), zones industrielles ou commerciales et réseaux de communication (5,5 %), prairies (3,6 %), milieux à végétation arbustive et/ou herbacée (3,1 %). L'évolution de l'occupation des sols de la commune et de ses infrastructures peut être observée sur les différentes représentations cartographiques du territoire : la carte de Cassini (XVIIIe siècle), la carte d'état-major (1820-1866) et les cartes ou photos aériennes de l'IGN pour la période actuelle (1950 à aujourd'hui).

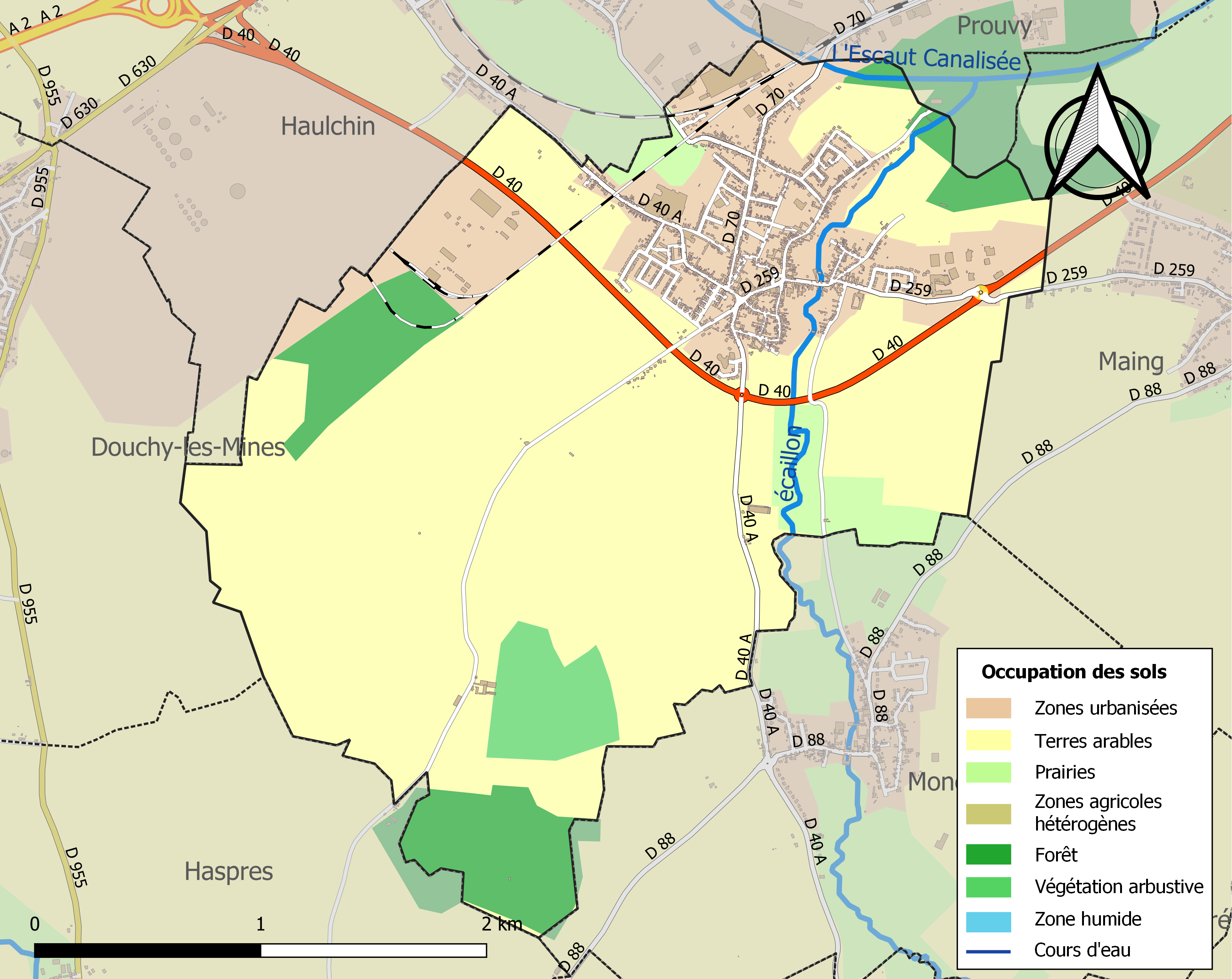
Carte des infrastructures et de l'occupation des sols de la commune en 2018 (CLC).

### Habitat et logement
En 2018, le nombre total de logements dans la commune était de 1 301, alors qu'il était de 1 169 en 2013 et de 1 052 en 2008.
Parmi ces logements, 94,4 % étaient des résidences principales, 0,2 % des résidences secondaires et 5,5 % des logements vacants. Ces logements étaient pour 92,5 % d'entre eux des maisons individuelles et pour 7,5 % des appartements.
Le tableau ci-dessous présente la typologie des logements à Thiant en 2018 en comparaison avec celle du Nord et de la France entière. Une caractéristique marquante du parc de logements est ainsi une proportion de résidences secondaires et logements occasionnels (0,2 %) inférieure à celle du département (1,6 %) et à celle de la France entière (9,7 %). Concernant le statut d'occupation de ces logements, 64,8 % des habitants de la commune sont propriétaires de leur logement (69,4 % en 2013), contre 54,7 % pour le Nord et 57,5 % pour la France entière.
| Typologie                                               | Thiant | Nord | France entière |
| ------------------------------------------------------- | ------ | ---- | -------------- |
| Résidences principales (en %)                           | 94,4   | 90,8 | 82,1           |
| Résidences secondaires et logements occasionnels (en %) | 0,2    | 1,6  | 9,7            |
| Logements vacants (en %)                                | 5,5    | 7,7  | 8,2            |

### Voies de communication et transports
La commune de Thiant est desservie par les lignes 102, 103 et 104 du réseau bus Transvilles.
La gare de Prouvy - Thiant, située dans la commune voisine de Prouvy, est une halte ferroviaire desservie par des trains régionaux TER Hauts-de-France, qui effectuent des missions omnibus entre Cambrai et Valenciennes (ligne P63).

## Toponymie
L'histoire de Thiant commence en 877 apr. J.-C., quand le roi Charles le Chauve cède le village à l'abbaye des Dames de Denain. Il s'appelait alors Teonis villa.
- 1076 : Tiens.
- 1154 et 1174 : Tiens, cartulaire de l'abbaye de Vicoigne.
- 1158 : Tians, cartulaire de l'abbaye de Marchiennes.
- 1173 : Teans, cartulaire de l'abbaye d'Anchin.
- 1176 : Thions, Ier cartulaire du Hainaut.
- 1260 : Thians, Ier cartulaire de Flandre.
- 1349 : Tyans, pouillé du diocèse de Cambrai.
- Thiens, Thens (documents divers).

Sur l'origine du nom Thiant, M. Bullet donne l'étymologie suivante (à considérer avec prudence) : [Ty]= habitation ; [-an]= rivière.

## Histoire

### Préhistoire
Il y 20 000 ans, le Nord de la France connaissait un climat péri glaciaire semblable à celui de l'actuelle toundra sibérienne. À l'emplacement de Thiant se trouvait une étendue gelée parcourue par les rennes, les mammouths et des tribus de chasseurs nomades aux mœurs très semblables à celles des actuels Inuits. De moins 20 000 ans à moins 8 000 ans environ, la région connait une phase de déglaciation à l'issue de laquelle le climat devient favorable pour que les tribus porteuses de la culture néolithique venant du Proche-Orient colonisent la région et y commencent la grande aventure de l'agriculture. La colonisation agricole du site de Thiant démarre donc vraisemblablement entre moins 8 000 et moins 7 000 ans. Les premières maisons communes au toit de chaume apparaissent, l'élevage des bovins, moutons, chèvres, etc., se développe ainsi que la culture des céréales et la fabrication de céramique. À partir de moins 4 000 ans, l'usage du bronze provoque une phase d'expansion de la communauté agricole vivant à l'emplacement de Thiant, le bronze permettant de fabriquer des outils agricoles bien plus efficaces que les outils de pierre et d'os de la période précédente.
Une épée de bronze fut découverte en 1890 dans l'ancienne usine de Phosphate du Cambrésis, rue Jean-Jaurés. D'autres découvertes dont quatre petits masques en bronze, de la vaisselle de bronze ainsi que des fragments métalliques et de poterie, conservés au Musée des beaux-arts de Valenciennes, permettent de supposer la présence d'une tombe à char au moins.
À partir de moins 2 900 ans, l'usage du fer renforce l'expansion agricole et l'arrivée de peuples celtes venant d'au-delà du Rhin vers moins 2 300 ans contribue en quelques centaines d'années à faire évoluer la structure politique de la région vers celle que trouvera Jules César lors de la conquête romaine du Ier siècle av. J.-C.
À partir de moins 2 200 ans, la tribu établie à l'emplacement du village actuel appartient au peuple nervien. Agriculteurs mais aussi guerriers renommés, les Nerviens étendent leur territoire de la région de Cambrai jusqu'aux Pays-Bas. L'Escaut sert de frontière naturelle avec les voisins Atrébates (territoire de Prouvy).

### Antiquité
En moins 57 av. J.-C., Jules César vient avec six légions battre une coalition regroupant plusieurs peuples dont les Nerviens. César venant d'Amiens et Thiant se trouvant à l'entrée du territoire nervien par rapport à cet axe d'arrivée, des guerriers ayant vécu sur le territoire de la commune ont participé aux combats. Cette impression est accentuée par le fait que les Romains ont ensuite installé un camp retranché sur les hauteurs de Famars (le fanum martis) afin d'avoir une vue plongeante sur le territoire des communes longeant l'Escaut dont Thiant.
Cette bataille (environ 36 000 légionnaires contre 85 000 guerriers « gaulois ») marque également l'entrée de la localité dans « l'Histoire » car César a relaté cette bataille dans ses écrits regroupés sous le nom de Guerre des Gaules.

### Moyen Âge
En 1080, le premier seigneur connu porte le nom Gérard de Thians.
Il faut ensuite attendre le XIVe siècle pour savoir que le village subit, en 1340 et 1346, divers incendie par les menées guerrières du duc Jean de Normandie.
- 1349, épidémie de choléra.
- 1478, Thiant est pillé par Louis XI.

### Époque moderne
- 1554, épidémie de peste.
- 1562, le treizième seigneur, Jean de Thiant, meurt sans enfant le 11 février. Sa pierre tombale et celle de ses deux épouses se trouvent encore de nos jours dans l'église paroissiale.
- 1570-1580, Jeanne, sœur du dernier seigneur, Jean de Thiant (mort en 1562), apporte son héritage en dot à son époux, Guillaume de Merode. Cette deuxième dynastie des seigneurs de Thiant est originaire du Duché de Juliers en Rhénanie.
- 1600, une perspective cavalière du village est réalisée par Adrien de Montigny, qui incorpore son aquarelle au sein des Albums de Croÿ.
- 1628, la terre et seigneurie de Thiant est érigé en comté par le roi d'Espagne, par lettres données à Madrid, pour Ernest de Merode, (maison de Merode), gouverneur et prévôt du comté de Valenciennes, baron de Harchies. Ernest de Merode est le fils du seigneur de Waroux, commune actuelle d'Ans, grand maître d'hôtel du prince- électeur de l'Électorat de Cologne qui récemment a été créé comte du Saint-Empire, et est frère du comte de Merode, qui a obtenu ce titre de comte en retour des signalés services rendus pendant les guerres d'Allemagne où il avait le commandement d'un corps de 8 000 hommes[18]; l'un de ses parents, Albert de Merode s'est illustré en défendant la grande ville hennuyère, au cours du siège de cette cité, en 1656.
- 1678, comme la contrée, Thiant devient française par les traités de Nimègue, suivi du traité d'Utrecht
- 1708-1709, famine causée par la gelée des récoltes.
- 1723, construction supposée de la maison supposée la plus vieille de Thiant (aujourd'hui rue Anatole France).
- 1740, gelée, mort et disette.
- 1752, construction de l'ancienne église, en remplacement de la précédente qui menaçait ruine.
- 1778, le pont de Thiant sur l'Ecaillon, en bois, est remplacé par un pont de pierre.

### Révolution française et Empire
- 1793, occupation Autrichienne
- 1808, ouragan épouvantable, destructions.
- 1814-1816, présence de troupes prussiennes, russes et anglaises.

### Époque contemporaine
- 1832, épidémie de choléra. 32 victimes.
- 1866, choléra. 23 morts.

#### Première Guerre mondiale 1914-1918
Dès septembre 1914, l'occupation commence. Jusqu'en 1918, le village sera utilisé comme base arrière de repos et de formation. Les écoles seront aussi régulièrement utilisées comme hôpitaux, le front étant à Cambrai. La population est sous haute surveillance et les jeunes hommes ainsi que les anciens sont régulièrement envoyés à l'arrière du front pour des travaux de terrassement et de manutention diverses. Les femmes sont affectées aux travaux des champs ainsi qu'a diverses corvées notamment à la Kommandantur du village. Le maire de Thiant, Henri Mallez  assure la gestion du village dans des conditions difficiles sans cesse en butte aux exigences de la Kommandantur et devant assurer le ravitaillement de la population ; sa femme sera retenue en otage en Allemagne au camp d'Holzminden pendant toute la guerre.
- 1917, les Allemands installent dans la commune une école de formation au maniement des mortiers de gros calibres (minnen werfe schule) qui sera inspectée en 1917 par le Kaiser Guillaume II .
- 1918, la population du village est évacuée durant la dernière semaine d'octobre 1918 avant la bataille de Thiant, le  24 octobre, durant laquelle les Allemands tenteront une de leurs dernières contre-offensives. Le village est passablement détruit et l'église est dynamitée. Elle sera rasée après la guerre et une nouvelle église plus grande sera reconstruite. Plus de huit cents obus seront tirés en une semaine. À l'issue des combats, 72 militaires du Commonwealth, en majorité des écossais, seront enterrés dans le cimetière communal.

Les Allemands ne cessent plus de reculer, bousculés par les soldats du Commonwealth dont l'avance s'arrêtera 15 jours plus tard à Mons en Belgique le 11 novembre 1918. Un correspondant de guerre Américain écrira un article sur la bataille de Thiant qui paraîtra dans le New York Times en novembre 1918.

#### Seconde Guerre mondiale 1939-1945
Pendant la « drôle de guerre » en 1939, le village est centre mobilisateur et voit arriver des hommes de toute la France, notamment des Bretons. L'état d'impréparation de l'armée française durant cette période marquera les jeunes hommes du village prêts à en découdre et dont certains s'illustreront dans les FTP quelque temps plus tard. Les anciens sont quant à eux confiants, convaincus que dans le pire des cas « on les arrêtera à Arras » comme en 1914. Les jeunes ont été élevés dans l'amour de la patrie et la haine de l'Allemand par leurs instituteurs tandis que les anciens sont majoritairement contre la guerre, traumatisés par le massacre de 1914-1918 ou tant de jeunes hommes du village ont disparu et par les quatre ans d'occupation qu'ils ont vécus. Le village verra passer les troupes qui montent vers la Belgique pour arrêter les Allemands ; elles sont mal habillées et équipées et utilisent en partie du matériel de transport civil réquisitionné (bus, camion divers) ; les hommes du village en sont étonnés et inquiets. La défaite de la campagne de Belgique marquera le début de l'évacuation pour la population et bien des civils y laisseront la vie, mitraillés le long des routes, bombardés en gare de Douai, etc. L'avance inexorable de l'armée allemande obligera au retour au village après quelques semaines de terreur. Le 23 mai 1940, alors qu'il revient d'une dernière inspection du village, le capitaine Charles Dupraz du 5e régiment de tirailleurs marocains meurt pour la France, tué par l'explosion du pont routier de l'Escaut. Il est enterré au cimetière de Thiant durant toute la guerre, puis transféré dans sa ville natale d'Annemasse en Haute-Savoie après la libération. Ses hommes, durant les combats sur l'Escaut, combattent vaillamment et l'armée allemande subi de lourdes pertes enterrées à Verchain-Maugré près du cimetière anglais de Pluvinage (ces hommes seront déterrés en 1942 pour leur transfert en Allemagne). Durant toute la guerre, des agressions et des sabotages sont perpétrés contre l'occupant par les résistants FTP. Leur chef, Jean Repaire, est arrêté et déporté dans les camps de concentration nazis, il sera libéré en 1945. L'un d'entre eux, Charles Bride, sera poursuivi par la Gestapo et se réfugiera en Belgique où il poursuivra le combat avec la résistance belge, il est également arrêté le 14 juillet 1944 et restera interné au camp de travail de Dresden, à l'est de l'Allemagne jusqu'en avril 1945. Robert Segart, autre résistant FTP, échappera à la capture et s'illustrera lors de la libération du village en capturant seul un groupe de soldats allemands.
Le 2 septembre 1944, jour de la libération du village par les troupes américaines, vers 18h, deux jeeps de l'armée américaine en provenance de Haspres sont interceptées à l'entrée du village par des soldats allemands postés en embuscade dans la rue de Denain (actuellement rue Barbusse) et dans la rue de Moncheaux. À bord de ces jeeps, le capitaine Allan H. Reed, le major Jack C. Heist, le sergent Zan D. Hassin, le soldat John H. Miller. Après une fusillade de plusieurs minutes, le major Heist et le sergent Hassin sont abattus. Le soldat Miller, blessé, est achevé par l'officier allemand au pied du poteau EDF situé derrière le monument. Le capitaine Reed blessé de neuf balles aux bras et aux jambes gît sur la route perdant beaucoup de sang. M. et Mme Herlem sortent alors de leur maison et prennent le capitaine pour l'emmener à leur domicile. Les soldats allemands les mettent en joue pour les abattre à leur tour mais l'officier voyant les enfants de la famille (dont Marie Josée alors âgée de treize ans) à la porte de la maison, ordonne aux soldats de laisser faire. Quelques minutes après les sentinelles allemandes postées à la chapelle de la rue de Denain reviennent en signalant l'arrivée d'une colonne de chars américains et les Allemands remontent dans leurs véhicules et partent vers Vendegie où ils seront interceptés par une autre colonne de chars américains. Le capitaine Reed survit encore une vingtaine de minutes à ses blessures. Placé dans le couloir de la maison Herlem, il est examiné par le docteur Piet et un médecin militaire américain qui tentent de le sauver, mais il avait perdu trop de sang. Avant de mourir il a le temps de parler avec les époux Herlem ; il dit notamment qu'il était prêt à mourir et il explique qu'il a une famille aux États-Unis et qu'il a deux enfants. Les époux Herlem l'ont embrassé pour sa famille et il a encore eu le temps de boire un verre d'eau après quoi, il est mort.
Ces quatre militaires Américains ont été placés ensuite dans l'école des filles (actuelle salle du temps de vivre) et ils ont été veillés jour et nuit par la population qui s'est relayée pour cela. Le 5 septembre 1944 au matin, après une messe dans l'église de la commune, dite par l'abbé Marcais et une cérémonie militaire sur la place, durant laquelle les résistants de la commune ont présenté les armes, les quatre militaires ont été enterrés provisoirement au cimetière de Sollers près de Melun. Après accord des familles, ils seront, pour trois d'entre eux, rapatriés aux États-Unis.
- Le capitaine Allan H. Reed repose depuis novembre 1948 au cimetière de Sunset Hill à Corning en Californie et avait 27 ans.
- Le major Jack C. Heist repose depuis juin 1949 au cimetière militaire Américain d'Épinal en France et avait 25 ans.
- Le sergent Zan D. Hassin repose depuis juin 1949 au cimetière Greenwood de Hot Springs dans l'Arkansas et avait 25 ans.
- Le soldat John H. Miller repose depuis avril 1949 au cimetière d'Arlington Fort Mayer en Virginie et avait 36 ans.

Une dalle rappelant leur sacrifice a été inaugurée en 2000 et est honorée par une cérémonie officielle chaque année depuis lors. La famille du capitaine Allan Reed est venue se recueillir à Thiant en septembre 2011.

#### L'après guerre
La radio libre Radio-Quinquin émet pour la première fois à partir d'un appartement de Thiant le 20 mars 1979 pour communiquer sur la grande manifestation organisée à Paris le 23 mars pour la défense de la sidérurgie,

#### XXIesiècle
Une centrale solaire photovoltaïque est prévue sur un terrain situé sur les finages d'Haulchin, Thiant et Douchy-les-Mines au début des années 2020,.

#### Eternit
Bien après l'ouverture à Prouvy en septembre 1922 de la première usine française Eternit, c'est à Thiant que le scandale de l'amiante s'est en France concrétisé alors que de sérieux problèmes de santé environnementale et santé au travail se posaient dans l'usine Eternit (de même que dans d'autres usines de ce type en France et dans le monde). Deux ouvriers d'Eternit Thiant victimes d'un mésothéliome mortel ont déposé en 1996 une plainte (la première en France) au tribunal de Valenciennes, contre Eternit, pour n'avoir pas pris les mesures de précaution et de sécurité nécessaires à la protection des salariés contre l'exposition aux fibres d'amiante.
Cette plainte a conduit Joseph Cuvelier, patron d'Eternit à Thiant (et PDG du groupe français Eternit de 1971 à 1994) à être mis en examen (en 2009, à Paris) pour « homicides et blessures involontaires ». Un monument aux victimes de l'amiante de Thiant (et d'autres usines) a été inauguré en 2003, Caronte-Martigues (Bouches-du-Rhône), Albi (Tarn) et Saint-Grégoire (Ille-et-Vilaine),.
Les sites de Thiant et d'Haulchin existent encore (reconvertis au ciment fibré sans amiante), alors que l'usine de Prouvy a été fermée.

## Politique et administration

### Rattachements administratifs et électoraux

#### Rattachements administratifs
La commune se trouve depuis 1824 dans l'arrondissement de Valenciennes du département du Nord.
Elle faisait partie depuis 1801 du canton de Valenciennes-Sud. Dans le cadre du redécoupage cantonal de 2014 en France, cette circonscription administrative territoriale a disparu, et le canton n'est plus qu'une circonscription électorale.

#### Rattachements électoraux
Pour les élections départementales, la commune fait partie depuis 2014 du canton d'Aulnoy-lez-Valenciennes
Pour l'élection des députés, elle fait partie de la dix-neuvième circonscription du Nord.

### Intercommunalité
Thiant est membre initial de la communauté d'agglomération de la Porte du Hainaut, un établissement public de coopération intercommunale (EPCI) à fiscalité propre créé en 2001 et auquel la commune a transféré un certain nombre de ses compétences, dans les conditions déterminées par le code général des collectivités territoriales.

## Population et société

### Démographie

#### Évolution démographique
L'évolution du nombre d'habitants est connue à travers les recensements de la population effectués dans la commune depuis 1800. Pour les communes de moins de 10 000 habitants, une enquête de recensement portant sur toute la population est réalisée tous les cinq ans, les populations de référence des années intermédiaires étant quant à elles estimées par interpolation ou extrapolation. Pour la commune, le premier recensement exhaustif entrant dans le cadre du nouveau dispositif a été réalisé en 2008.

En 2022, la commune comptait 2 963 habitants, en évolution de +4,44 % par rapport à 2016 (Nord : +0,51 %, France hors Mayotte : +2,11 %).
| 1800 | 1806 | 1821 | 1831 | 1836 | 1841 | 1846  | 1851  | 1856  |
| ---- | ---- | ---- | ---- | ---- | ---- | ----- | ----- | ----- |
| 747  | 775  | 873  | 945  | 953  | 998  | 1 038 | 1 062 | 1 066 |

| 1861  | 1866  | 1872  | 1876  | 1881  | 1886  | 1891  | 1896  | 1901  |
| ----- | ----- | ----- | ----- | ----- | ----- | ----- | ----- | ----- |
| 1 208 | 1 276 | 1 356 | 1 433 | 1 618 | 1 612 | 1 735 | 1 789 | 1 928 |

| 1906  | 1911  | 1921  | 1926  | 1931  | 1936  | 1946  | 1954  | 1962  |
| ----- | ----- | ----- | ----- | ----- | ----- | ----- | ----- | ----- |
| 2 119 | 2 318 | 1 955 | 2 180 | 2 347 | 2 437 | 2 387 | 2 455 | 2 859 |

| 1968  | 1975  | 1982  | 1990  | 1999  | 2006  | 2008  | 2013  | 2018  |
| ----- | ----- | ----- | ----- | ----- | ----- | ----- | ----- | ----- |
| 2 925 | 2 699 | 2 635 | 2 593 | 2 568 | 2 538 | 2 530 | 2 649 | 2 998 |

| 2022  | - | - | - | - | - | - | - | - |
| ----- | - | - | - | - | - | - | - | - |
| 2 963 | - | - | - | - | - | - | - | - |

#### Pyramide des âges
La population de la commune est relativement jeune.
En 2018, le taux de personnes d'un âge inférieur à 30 ans s'élève à 39,9 %, soit au-dessus de la moyenne départementale (39,5 %). À l'inverse, le taux de personnes d'âge supérieur à 60 ans est de 20,4 % la même année, alors qu'il est de 22,5 % au niveau départemental.
En 2018, la commune comptait 1 429 hommes pour 1 569 femmes, soit un taux de 52,33 % de femmes, légèrement supérieur au taux départemental (51,77 %).
Les pyramides des âges de la commune et du département s'établissent comme suit.
| Hommes | Classe d’âge | Femmes |
| ------ | ------------ | ------ |
| 0,5    | 90 ou +      | 1,3    |
| 3,6    | 75-89 ans    | 7,6    |
| 14,1   | 60-74 ans    | 13,6   |
| 18,2   | 45-59 ans    | 17,5   |
| 23,0   | 30-44 ans    | 20,9   |
| 17,7   | 15-29 ans    | 17,7   |
| 23,0   | 0-14 ans     | 21,5   |

| Hommes | Classe d’âge | Femmes |
| ------ | ------------ | ------ |
| 0,5    | 90 ou +      | 1,4    |
| 5,3    | 75-89 ans    | 8,1    |
| 14,8   | 60-74 ans    | 16,2   |
| 19,1   | 45-59 ans    | 18,4   |
| 19,5   | 30-44 ans    | 18,7   |
| 20,7   | 15-29 ans    | 19,1   |
| 20,2   | 0-14 ans     | 18     |

## Culture locale et patrimoine

### Lieux et monuments
Le cimetière militaire britannique de la Première Guerre mondiale « Thiant Communal Cemetery », situé dans le cimetière communal et installé en octobre-novembre  1918 après de violents combats pour inhumer les soldats britanniques tombés lors de ces combats, le 24 octobre pour la plupart. Il comprend  72 sépultures du Commonwealth.

### Héraldique
| Blason de Thiant | Blason  | De sinople semé de billettes d'argent, au lion du même, armé et lampassé de gueules, brochant sur le tout. |
| Blason de Thiant | Détails | |

## Pour approfondir